# Regions d'Eritrea
Les regions d'Eritrea, també anomenades zoba, constitueixen la divisió administrativa de primer nivell de l'Estat d'Eritrea.

## Característiques
Des de la reforma governamental d'abril de 1996, les regions, en nombre de 6, substituïren les antigues 10 províncies que s'havien establert en temps de la colònia italiana i que reflectien les divisions tradicionals del país. Les noves regions basaren els seus límits en criteris únicament geogràfics de vessants hidrogràfics.
Les regions són governades per una assemblea regional amb un administrador nomenat pel president de l'estat. Els administradors regionals participen en les reunions del consell de ministres del país.
Al seu torn, les regions es subdivideixen en 54 districtes.

## Llista

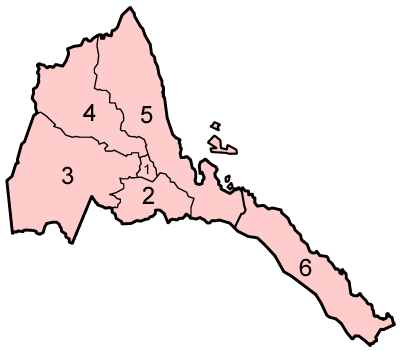
Mapa numerat de les regions.

| Núm. | Regió                              | Nom                  | En tigrinya     | En àrab                                                       | Superfície (km²) | Capital   |
| ---- | ---------------------------------- | -------------------- | --------------- | ------------------------------------------------------------- | ---------------- | --------- |
| 1.   | Regió Central                      | Maekel               | ዞባ ማእከል         | المنطقة المركزية, al-Minṭaqa al-Markaziyya                    | 1.300            | Asmara    |
| 2.   | Regió del Sud                      | Debub                | ዞባ ደቡብ          | المنطقة الجنوبية, al-Minṭaqa al-Janūbiyya                     | 8.000            | Mendefera |
| 3.   | Regió del Gash i el Barka          | Gash-Barka           | ዞባ ጋሽ ባርካ       | منطقة القاش وبركا, Minṭaqat al-Qāx wa-Barkā                   | 33.200           | Barentu   |
| 4.   | Regió de l'Anseba                  | Anseba               | ዞባ ዓንሰባ         | منطقة عنسبا, Minṭaqat ʿAnsabā                                 | 23.200           | Keren     |
| 5.   | Regió de la Mar Roja Septentrional | Semenawi-Keyih-Bahri | ዞባ ሰሜናዊ ቀይሕ ባሕሪ | منطقة البحر الأحمر الشمال, Minṭaqat al-Baḥr al-Aḥmar ax-Xamāl | 27.800           | Massawa   |
| 6.   | Regió de la Mar Roja Meridional    | Debubawi-Keyih-Bahri | ዞባ ደቡባዊ ቀይሕ ባሕሪ | منطقة البحر الأحمر الجنوب, Minṭaqat al-Baḥr al-Aḥmar al-Janūb | 27.600           | Assab     |